# Adolf ze Schwarzenbergu (1890–1950)
Adolf Schwarzenberg (18. srpna 1890 Hluboká nad Vltavou – 27. února 1950 Bordighera) byl kníže ze Schwarzenbergu, hlava Schwarzenberské primogenitury, tzv. hlubocko-krumlovské větve, a titulárně i 15. vévoda krumlovský, 8. z rodu Schwarzenberků, poslední právoplatný majitel zámků Český Krumlov, Hluboká a všech dalších majetků hlubocko-krumlovské větve v Českých zemích. Byl významným českým antifašistou, veřejným odpůrcem nacismu a podporovatelem předválečné vlády Edvarda Beneše, navzdory tomu byl jeho majetek roku 1947 vyvlastněn zvláštním zákonem tzv. Lex Schwarzenberg.

## Život

### Mládí
Adolf Schwarzenberg se narodil v roce 1890 na zámku Hluboká jako prvorozený syn z celkem osmi dětí krumlovského vévody a knížete Jana Nepomuka II. ze Schwarzenbergu a kněžny Terezie, rozené Trauttmansdorffové-Weinsbergové. Jeho narození tradičně doprovodilo 101 výstřelů z děl granátnické gardy na hradě v Českém Krumlově. Od dětství byl vychováván jako dědic Schwarzenberské primogenitury a připravován k převzetí rozsáhlých rodinných majetků a podniků v jižních Čechách a na Šumavě.
V mládí navštěvoval gymnázium ve Vídni a ve Feldkirchu, kde v roce 1908 úspěšně odmaturoval. Následujícího roku odjel studovat filozofii na internátní školu Stonyhurst v Anglii. V rámci vojenské služby nastoupil roku 1910 jako jednoroční dobrovolník u c.k. pluku č. 2. a po jejím skončení začal studovat práva na Karlově univerzitě v Praze. Doktorem práv se stal v roce 1914. S vypuknutím první světové války byl povolán s hulánským plukem do Ruska, následně se stal velitelem autokolony v Itálii. Nakonec se dostal na blízký Východ, kde však upadl do zajetí.

### Správa schwarzenberského majetku

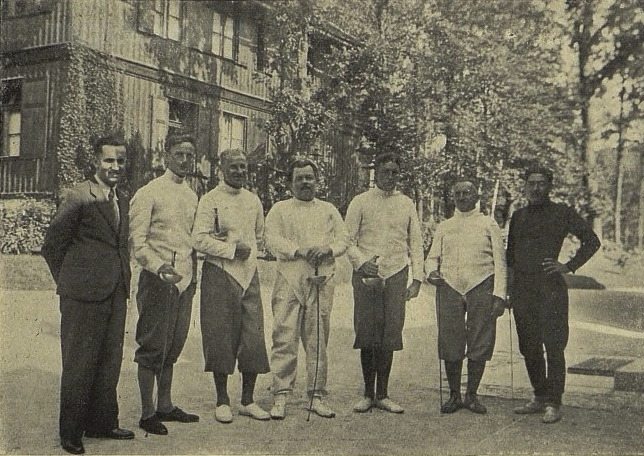
Šermířský turnaj ve Staré oboře

Domů do jižních Čech se navrátil v roce 1919 a ihned vstoupil do československé armády v hodnosti nadporučíka. Již od roku 1921 začal aktivně spravovat rodový majetek. V roce 1923 jej pak otec, kníže Jan Nepomuk II. jmenoval generálním zplnomocněncem, aby se jako právník neprodleně pustil do záchrany celistvosti majetku v rámci tehdejšího vyvlastňování šlechtických velkostatků Státním pozemkovým úřadem. Před pozemkovou reformou vlastnila schwarzenberská primogenitura 176 000 hektarů půdy, na jejím konci však přišla téměř o dvě třetiny. JUDr. Schwarzenbergovi se nicméně díky jeho aktivnímu a věcnému přístupu podařilo zachovat v celku velké hospodářské a kulturní hodnoty, a tím i prosperitu majetků, čímž se díky jejich rozsahu zasadil a celkovou hospodářskou kontinuitu a stabilitu v jižních Čechách. I přes mnohé movité ztráty způsobené vznikem Československé republiky, se JUDr. Adolf Schwarzenberg s novou republikou zcela ztotožnil a stal se významným podporovatelem vlády Dr. Edvarda Beneše před i během války s nacistickým Německem.
Jako nadšený sportovec podporoval SK Hlubokou a přispěl k vybudování sportovního areálu v Hluboké nad Vltavou včetně tenisových kurtů, které věnoval městu. Jeho oblíbenými sporty byl automobilismus a šerm, přičemž na Hluboké pořádal šermířské turnaje. Mimo jiné byl stejně jako jeho otec a dědeček Adolf Josef vášnivým podporovatelem regionální archeologie.
Jedním z jeho záměrů bylo, aby, pokud možno, i většina jeho zaměstnanců mohla využívat výhod osobních vozů. Za tímto účelem byla založena tzv. autoakce – s firmou Tatra byla uzavřena smlouva na dodávky osobních vozů. Zaměstnanci pak mohli požádat o koupi vozu Tatra za poloviční cenu a zbytek uhradit v 96 měsíčních splátkách. Tato autoakce probíhala až do roku 1938 a využila jí velká část zaměstnanců.
I během jeho vedení nadále čerpali zaměstnanci schwarzenberských podniků, již se zvali Švarcenberáky, a jejich rodiny z výhod Schwarzenberského penzijního fondu, který v jižních Čechách významně doplňoval sociální systém mladé Československé republiky.

### Rodinný život a lovectví

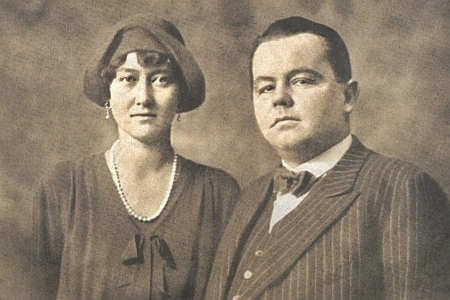
Adolf Schwarzenberg se svou chotí Hildou z Lucemburku

Adolf Schwarzenberg se od mládí věnoval lovu zvěře v období jelení říje, přičemž mu jako základna sloužila lovecká chata na Boubíně. O svých loveckých úspěších si vedl již od roku 1902 záznamy v loveckém deníku. Mimo jiné byl také 19. září 1905 přítomen u vysvěcení kaple sv. Huberta na Boubíně. Ručně psané záznamy v loveckém deníku končí 29. září 1930 rozloučením, protože celý boubínský komplex byl v rámci první pozemkové reformy převzat Státním pozemkovým úřadem. V roce 1931 byla proto postavena lovecká chata, která byla z Boubína přenesena do Staré obory.
Ke změně osobního života došlo 28. října 1930, když se oženil na zámku Colmar-Berg s Hildou princeznou Lucembursko-Nasavskou (15. února 1897 – 8. září 1979), dcerou lucemburského velkovévody Viléma IV a jeho manželky, portugalské princezny Marie Anny. Mladý manželský pár žil většinou v lovecké chatě ve Staré oboře. Znamenalo to parkovou úpravu okolí lovecké chaty, ovšem kolem chaty se potulovaly dva kusy černé zvěře a na louce pod chatou daňci.
JUDr. Schwarzenberg se proslavil také jako znalec lidí, co se týkalo jeho zaměstnanců. Například nechal známého pytláka ustanovit správcem své oblíbené chaty ve Staré Oboře. Třebaže byl tento bývalý pytlák na chatě někdy i po celý rok sám, v jejím krásném prostředí již nikdy nepodlehl vášni pytlačit.
V roce 1933 zakoupil farmu M'pala nedaleko Nairobi v Keni, kde oba manželé, nadšeni krásami tamější přírody, podnikali lovecké a poznávací výpravy pod vedením cestovatele Bedřicha Machulky. Jedním z mnoha důvodů koupi keňské farmy byl i fakt, že se JUDr. Schwarzenberg začal obávat hrozby německého nacionalismu a ruského bolševismu. Předpokládal budoucí konflikt v Evropě a věřil, že v případě ohrožení života svých blízkých by africký azyl mohl představovat dočasné zázemí. V roce 1937 upravil Bedřich Machulka v loveckém zámku Ohrada expozici vybraných afrických trofejí ze společných cest. Na sklonku 30. let 20. století pak byla u loveckého zámku Ohrada založena i malá zoologická zahrada, jež 1. května 1939 knížecí pár slavnostně předal hlubocké veřejnosti, čímž vznikla dnešní ZOO Ohrada.
Po skončení pozemkové reformy si nechal JUDr. Schwarzenberg upravit byt v myslivně Stožec v prvním poschodí. Zde manželé pobývali po dobu tokání tetřevů a srnčí říje. Revíry Stožec, České Žleby a Nové Údolí si pak vyhradili pro lovecké účely. Ve Stožci založili pamětní knihu, kde jsou zaznamenány úlovky, návštěvy a další podrobnosti.

### II. světová válka
Již od počátku hitlerovské hrozby se JUDr. Adolf Schwarzenberg veřejně stavěl na obranu demokracie, československé státnosti a Židů. Již několik měsíců po nástupu Hitlera k moci v Německu upozorňoval na nebezpečný vývoj v zemi.
V roce 1937 během návštěvy prezidenta Dr. Edvarda Beneše na zámku v Českém Krumlově JUDr. Schwarzenberg věnoval československé vládě na tehdejší dobu neuvěřitelnou sumu 1 000 000 Kč na dostavbu československých opevnění proti Německu. Jeho antifašistické postoje vešly ještě více ve známost, když po anšlusu Rakouska nacisty nařídil na svém vídeňském paláci vyvěsit černé vlajky. Jelikož byl následně Židům zakázán vstup do vídeňských parků, nechal otevřít své palácové zahrady a u vchodu vyvěsit nápis „Zde Židé vítáni“.
Když zemřel jeho otec Jan II. Nepomuk nastoupil jako dědic oficiálně do čela Schwarzenberské primogenitury. Stále upozorňoval na hrozivý vývoj za hranicemi a kritizoval politiku appeasementu západních mocností vůči fašismu.
| „                           | Pokud britští blázni budou takto pokračovat, Hitler a Mussolini budou dohromady tak silní, že nás můžou roztrhat na kusy. | “ |
| — JUDr. Adolf Schwarzenberg | |   |

Ve stejném roce však proběhla Mnichovská konference, která přinutila Československou republiku vydat pohraničí včetně velké části schwarzenberských podniků a starého sídelního města Český Krumlov. JUDr. Schwarzenberg následně opět vyjádřil své osobní přesvědčení, když do Českého Krumlova 20. října za účasti jednotek Wehrmachtu a SS vstoupil Adolf Hitler. Přes veškeré důsledky a nebezpečí se JUDr. Schwarzenberg rozhodl překazit Hitlerův triumf a i přes naléhání nacistických funkcionářů jej odmítl v Českém Krumlově přivítat a zakázal mu vstup na krumlovský zámek.
Krátce poté byli v Horní Plané zatčeni gestapem dva jeho zaměstnanci – lesník Antonín Nikedey a řidič Jan Jílka. Nehledě na velké nebezpečí, které mu jako veřejně známému odpůrci fašismu hrozilo, překročil JUDr. Schwarzenberg hranice a odcestoval do Berlína, kde osobně intervenoval u vůdce SS Heinricha Himmlera a požadoval jejich okamžité propuštění. Propuštění se nakonec domohl a oba se v bezpečí dostali zpět domů.
Odtržením pohraničí se mnoho rodinných podniků ocitlo v troskách. Po obsazení zbytku republiky nacistickým Německem, se on i jeho rodina ocitli v přímém nebezpečí. JUDr. Schwarzenberg nadále vystupoval proti nacismu a resolutně odmítal propouštět české zaměstnance. Byl proto gestapem označen za anti-německého a bezprostředně hrozilo zatčení jemu i jeho blízkým. Rozhodl se proto se svou ženou a rodinou uprchnout do exilu, což se mu podařilo. 17. srpna 1940 byl následně veškerý majetek jeho rodiny v Německu, Rakousku a Protektorátu Čechy a Morava zabaven gestapem a na všechny podniky uvalena nucená německá správa.

### Exil v USA
Manželé Schwarzenbergovi se neuchýlili na svou farmu v Keni, kterou poskytli svému židovskému příteli Maxi Beniesovi, ale do italské Bordighery, kde JUDr. Adolf Schwarzenberg ustanovil za generálního zplnomocněnce svého bratrance a adoptivního syna JUDr. Jindřicha Schwarzenberga. Ten se pokusil vrátit domů do jižních Čech, ale namísto toho byl již v Itálii zatčen Gestapem a nakonec transportován do koncentračního tábora Buchenwald.
Manželům se následně podařilo uprchnout z Itálie do USA. Během emigrace JUDr. Schwarzenberg pokračoval v kontaktech s Edvardem Benešem a jeho exilovou vládou v Londýně zvláště skrze osobní setkání s Janem Masarykem. Během pobytu v USA se věnoval historickým studiím a ke svému doktorátu práv získal i doktorát filozofie na Kolumbijské univerzitě v New Yorku. Vydal několik studií a spolupracoval s institutem Carnegie Endowment for International Peace a připravoval se na poválečné vyřešení situace v jižních Čechách.
| „                                              | Viděl jsem ho za války v New Yorku několikrát. (…) Národnostně se choval vzorně, hlásil se ihned, odboj podporoval a mohu jeho postoj jen pochválit. Byl a je vášnivým antinacistou. | “ |
| — Jan Masaryk v dopise Felixi Schwarzenbergovi | |   |

### Poválečné období
Při náletu 21. února 1945 byl dvojitým přímým zásahem bomby zcela zničen rodinný palác na Rennwegu ve Vídni, po válce zcela neobyvatelný. Během jeho emigrace navíc došlo k zestátnění rodového panství Schwarzenberg v Dolních Francích, některé dvory a pozemky byly předány Zemské společnosti pro výstavbu bytů. Staré rodové sídlo, zámek Schwarzenberg byl vydrancován a zámek v Murau ve Štýrsku zcela zaplněn kancelářemi, byty a úřady všeho druhu. Z tohoto důvodu zahájil činnost, aby zachránil to, co ještě bylo možno zachránit, což byl hlavní cíl jeho stáří. Nicméně krátce po válce nebylo místa, kam by se s rodinou mohl uchýlit, a nějaký čas byl proto nucen pobývat ve Švýcarsku.
S neúmornou energií se proto věnoval rekonstrukci vídeňského paláce, který byl již v roce 1948 v hrubé stavbě hotov. Následně založil Nadaci pro bytovou výstavbu ve štýrském Murau a zajistil přestavbu a modernizaci pily v Unzmarktu ve Štýrsku. Válkou narušené rodinné hospodářství tak bylo postupně uvedeno do normálních kolejí a proměněno v moderní, vysoce efektivní podnik.

#### Lex Schwarzenberg
Situace v Československu však byla naprosto odlišná. Ačkoliv se na JUDr. Schwarzenberga a jeho majetky jako na loajálního československého občana a známého antifašistu nevztahovaly Benešovy dekrety, úřady postupně ovládané komunisty, jejichž moc v poválečné republice neustále rostla, uvalily na jeho majetky v Českých zemích stejně jako předtím za války gestapo nucenou správu.
V nesouladu s tehdejším právem mu stejně jako jeho adoptivnímu synovi úřady zakázaly návrat do vlasti, přestože byl československý občan a Ministerstvo vnitra jej uznávalo jako občana české národnosti. JUDr. Schwarzenberg předpokládal nejhorší možný scénář a proto spolu s úředníky navrhl, aby byl z majetku rodu vytvořen nadační fond, s jehož ziskem by disponovala přímo Země Česká. Tento návrh byl však zamítnut a majetek byl čím dál více podřizován státu. Jelikož k tomuto činu neexistovala žádná opora v zákoně, musela být taková opora zcela účelově vytvořena. I přes jeho nesporné aktivity proti nacismu, podporu exilové vlády nebo veřejné ocenění Janem Masarykem byl v červnu 1947 klubem sociálně-demokratických poslanců, pod vedením kontroverzního poslance Blažeje Vilíma předložen parlamentu separátní a zároveň protiústavní zákon „Lex Schwarzenberg“.
Zákon navrhoval vyvlastnění veškerého majetku schwarzenberské primogenitury bez náhrady ve prospěch země České na základě "franského původu", "německého jména" a "proti-husitských postojů" předka JUDr. Adolfa Schwarzenberga žijícího před 500 lety. Přestože Schwarzenbergové mluvili od 17. století česky, podporovali jihočeskou kulturu a vzdělanost, zakládali české školy, veškeré své majetky získali výhradně koupí a již za rakouského mocnářství podporovali český jazyk a dokonce položili již v 18. století základy unikátní sociální politiky, kterou dále rozvíjeli, označili komunističtí poslanci v čele s poslancem Janoušem JUDr. Schwarzenberga a jeho předky za "polyp, chobotnici" a germanizátory. Další komunistický poslanec Bartuška například prohlásil, že jihočeský lid si přeje konec schwarzenberského panství. Realita byla však opačná a mnoho knížecích zaměstnanců, tzv. Švarcnberáků aktivně vystoupilo na obranu svého zaměstnavatele a jeho rodiny.
| „                                                                             | Dr. Adolf Schwarzenberg prokázal svůj protinacistický postoj nejen slovy, nýbrž i skutky a musil proto před nacisty uprchnout do ciziny. Jeho majetek pak byl jako majetek nepřítele říše zabaven gestapem. Na základě těchto skutečností máme pevně za to, že konfiskace Schwarzenberského majetku nepřichází v úvahu. | “ |
| — veřejné prohlášení 50 schwarzenberských zaměstnanců z Chýnovska na Táborsku | |   |

V historii československé státnosti bezprecedentní zákon týkající se jediné osoby byl dne 10. července 1947 v parlamentu, tehdy již významně kontrolovaném komunisty, za podpory ostatních politických stran Národní fronty, schválen a přijat. Jediným, kdo se v rozpravě v parlamentu vyhnul démonizaci rodu Schwarzenbergů, byla Milada Horáková. Ta však, ač například spolu s předsedou strany Petrem Zenklem rok předtím pobývala na Hluboké, hlasovala v souladu s Národní frontou. Třebaže byl Dr. Beneš upozorněn vládními orgány na pochybnost takového aktu, byl zákon 5. srpna prezidentem republiky podepsán přesto, že se Dr. Beneš s JUDr. Schwarzenbergem osobně znal a považoval jej za loajálního občana a podporovatele.
Mimo majetek byl roku 1950 zestátněn i obrovský Schwarzenberský penzijní fond pro schwarzenberské zaměstnance, přičemž jim nebyla zpětně vydána žádná náhrada. Celkem byl zabavený majetek vyčíslen na čtyři miliardy korun československých, což se stalo velmi významným zdrojem financí pro nastupující komunistickou diktaturu.
| „                                                                                               | Zákon (tento) zůstane na věky nevymazatelnou skvrnou v dějinách Československého práva. Neuznávám platnost tohoto zákona, nikterak se nevzdávám boje a budu ze všech sil hájiti i nadále svá i Vaše práva, neboť po staletí jsme byli jako jediná veliká rodina – můj rod a jeho zaměstnanci. Nezapomenu na Vás a jsem přesvědčen, že i Vy nezapomenete na můj rod a na naši společnou tradici. | “ |
| — JUDr. Adolf Schwarzenberg v dopise adresovaném schwarzenberským zaměstnancům z 18. srpna 1947 | |   |

### Konec života a odkaz

Rodový erb Schwarzenberské primogenitury

Přestože byl kvůli pronásledování gestapem, dobou emigrace a nakonec i ztrátou podstatné části rodového majetku vyčerpán a jeho zdravotní stav se významně zhoršil (angina pectoris), odhodlal se s manželkou navštívit koncem roku 1949 svou oblíbenou farmu M'pala v Keni. Na první svátek vánoční jel na mši svatou k sousednímu farmáři, ale na zpáteční cestě jej zastihla porucha krevního oběhu. Po hodině odpočinku se rozhodl sám vozem vrátit domů. Po této epizodě jej manželka donutila k návratu do Evropy. Odletěl tedy z Nairobi do Říma a z Říma do Nice, odkud byl vozem 17. února 1950 přepraven do své italské vily u Bordighery. V neděli 26. února 1950 šel ještě s manželkou Hildou na procházku, avšak následujícího rána byl nalezen na lůžku mrtvý. Pochován byl v nové Schwarzenberské hrobce u kapucínů v Murau.
Protože neměl vlastní potomky, přenechal veškerý svůj majetek svému bratranci a adoptivnímu synovi JUDr. Jindřichu Schwarzenbergovi, který během války přežil koncentrační tábor a nucené práce, a hlavou Schwarzenberské primogenitury učinil svého bratrance Josefa III. Jelikož ani Jindřich a ani Josef neměli mužského potomka, přešel nakonec veškerý majetek a tituly primogenitury na Jindřichova adoptivního syna knížete Karla Schwarzenberga, následníka orlické sekundogenitury, čímž se po staletích opět propojily obě schwarzenberské rodové větve.
JUDr. Adolf Schwarzenberg byl posledním právoplatným vlastníkem jihočeských zámků Český Krumlov, Hluboká, nebo Třeboň a zároveň posledním krumlovským vévodou z hlubocko-krumlovské schwarzenberské větve, který na krumlovském zámku pobýval.